# Médaille commémorative des Dardanelles
La médaille commémorative des Dardanelles est une décoration militaire française.

## Historique
La campagne des Dardanelles est entreprise par Churchill pour obliger l'empire Ottoman, allié aux Allemands à ouvrir le détroit des Dardanelles, afin de rétablir la liaison avec la Russie et assurer définitivement la sécurité du canal de Suez.
Après un débarquement dans des conditions difficiles dans la presqu’île de Gallipoli, le corps expéditionnaire des Dardanelles, 80 000 hommes (4 divisions britanniques et 1 division française - celle du Général D'Amade) aidés des forces navales a combattu du 26 avril au 20 décembre 1915 les troupes turques appuyées par des Allemands.
La demande des députés Bureau et Dariac de création d'une médaille commémorative date de juin 1917.
Les conditions climatiques difficiles, lourdes pertes (combats et maladies tropicales, enfer de Gallipoli, enfer de Salonique), faisaient similitudes avec les expéditions coloniales. Le député Girod demande l'attribution de la Médaille Coloniale avec barrettes spécifiques. Les députés Bureau et Dariac exigent la création le 26 juin 1917 de la Médaille d'Orient.
Le gouvernement français refuse la première formule qui détourne la Médaille Coloniale de son but initial. Rejet également de la création d'une nouvelle décoration particulière. Cependant la venue de la Médaille Commémorative de la Grande Guerre (1920) et de la Médaille de la Victoire (1922) qui couvrent tous les théâtres d'opérations d'un même conflit mondial relancent le débat.
La loi du 15 juin 1926 institue la médaille commémorative d'Orient et des Dardanelles  destinée à tout personnel, militaire ou civil ayant fait partie des unités du Corps Expéditionnaire Franco-Britannique des Dardanelles, placé sous les ordres du général anglais Ian Hamilton.
Le 8 juillet de la même année, un décret définissait les caractéristiques de son ruban. Elle récompense le personnel militaire et civil embarqué avant le 11 novembre 1918 et relevant du corps expéditionnaire des Dardanelles ou de l'armée française d'Orient et les marins de ces expéditions.

## Description
La médaille commémorative des Dardanelles récompense, sans condition de durée de séjour :
- les personnels militaires des états-majors, corps et services, ainsi que le personnel civil relevant directement desdits corps et services, qui, après avoir été embarqués entre le 22 février 1915 et le 5 janvier 1916 inclus, à destination du corps expéditionnaire d’Orient ou des Dardanelles, ont pris une part effective aux opérations des Dardanelles (tentative de forcement des Dardanelles, affaires de Kumkale, Sedd-Ul-Bahr, Krithia, etc.).
- les marins ayant pris part à l’expédition des Dardanelles.

Nul ne peut prétendre au port de cette médaille s’il a été l’objet d’une condamnation, sans sursis, au cours de la campagne, pour faits qualifiés « crimes » par le code de justice militaire ou maritime.
La médaille est attribuée sans diplôme ; un certificat, délivré sur la demande des ayants droit ou de leur famille, en tient lieu. Les demandes d’attestations autorisant le port de cette médaille se font auprès du bureau des décorations au ministère de la Défense.

### La Médaille

#### Ruban
Le ruban de 36 mm se compose de onze raies blanches et vert foncé (six blanches/cinq vertes). Identique à la médaille commémorative de la Grande Guerre en utilisant du vert à la place du rouge.

#### Médaille
De modèle identique à la médaille commémorative du Maroc et créée par la loi du 22 juillet 1909. Concernant les opérations de pacification menées dans le pays entre 1907 et 1909. Due au même graveur que la médaille du Maroc Georges Lemaire, elle est en bronze au lieu d'argent.
La gravure représente l'effigie d'une « République guerrière » coiffée d'un casque ou sont fixées des feuilles de chêne avec les mots « République française » et la signature de l'artiste. Cette avers est identique à la médaille commémorative orient. Au revers, une composition associe les symboliques de l'armée de terre et de mer (fusil, hallebarde, drapeaux), ainsi que les dates « 1915-1918 ».
Les modèles peuvent sur l'un des deux drapeaux porter l'inscription : « Honneur et Patrie – 1915-1918 ».

#### Bélière
En bronze, formée de deux palmes et d'un croissant.
Certaines médailles possèdent sur le ruban une agrafe en métal doré de forme orientale avec l'inscription « Dardanelles ». Il s'agit là d'élément de fabrication privée et non réglementaire.

### Port de la médaille
Elle se porte après la médaille commémorative de la guerre 1914-1918 et avant médaille commémorative de Syrie-Cilicie.
Les deux rubans peuvent être portés par les récipiendaires (Orient et Dardanelles). Cette décoration n'exclut pas le port de la médaille commémorative de la Grande Guerre et de la médaille de la Victoire.

### Sources
- Les Décorations françaises  (préf. Jean-Philippe Douin), Paris, Trésor du Patrimoine, 2003, 95 p. (ISBN 2-911468-99-6, OCLC 56111972)
- Site très complet traitant des décorations militaires et civiles françaises